# Heidekopf (Zemmer)
Der Heidekopf ist ein Berg im Meulenwald auf der Gemarkung von Zemmer im Landkreis Trier-Saarburg in Rheinland-Pfalz. Er hat eine Höhe von 361,8 m ü. NHN.
Östlich des Heidekopfes liegt die Denkmalzone Forsthäuser Mülchen im Tal des Quintbaches.